# Meuschemen
Meuschemen est un hameau de la commune francophone belge de Baelen, situé en Région wallonne dans la province de Liège.
Avant la fusion des communes en 1977, Meuschemen faisait déjà partie de la commune de Baelen.

## Situation et description
Le hameau occupe la partie nord-ouest de la commune de Baelen. Il est entouré d'importants axes de communication : l'autoroute E40 et la ligne à grande vitesse Liège-Cologne passent très près au nord tandis que la ligne de chemin de fer 37 Liège- Welkenraedt se situe au sud-est. La forêt domaniale de Grunhaut se trouve à l'ouest.
Meuschemen se situe aussi entre les localités de Welkenraedt, Heggen, Hoyoux et Hoof.
Dans un environnement de prairies et de terres cultivées, Meuschemen possède quelques fermes (fermes Toupy et de Meuschemen). L'altitude y avoisine les 270 m.